# Kaypro
Kaypro Corporation, comunament anomenada Kaypro, va ser una empresa estatunidenca fabricant d'ordinadors personals i domèstics a la dècada del 1980. La companyia va ser fundada per Non-Linear Systems per al desenvolupament d'ordinadors per competir amb el llavors popular microordinador portàtil Osborne 1. Kaypro ha produït una impressionant línia d'ordinadors portàtils robusts, basats en CP/M, que va suplantar el seu competidor i ràpidament va ser una de les més venudes línies d'ordinadors personals de la dècada del 1980.
Encara la seva fidelitat a la base de consumidors originals, Kaypro va ser lenta per adaptar-se al canviant mercat d'ordinadors i l'adopció de tecnologia IBM PC compatible. Es va trobar fora del corrent principal vers la fi de la dècada, i finalment es va declarar en fallida el 1992.

## Kaypro II
Van crear el Kaypro II, un ordinador portàtil (o, més concretament, «transportable», perquè pesava quasi 13 kg). Malgrat el «II» va ser realment el primer ordinador produït per l'empresa: la numeració en nombres romans era un préstec, fent referència als llavors populars microordinadors Apple II.
El Kaypro II va ser produït amb l'objectiu de conquerir el mercat de l'Osborne 1, el primer ordinador «portàtil» comercialment viable. Equipat amb un monitor CRT de nou polzades (en comparació amb els cinc polzades del competidor), dues unitats de disc de 5,25" (190 KiB cadascuna) i una sòlida carcassa d'alumini, el Kaypro II va ser un èxit comercial. El 1982, Arthur C. Clarke va escriure 2010: Odyssey Two, la seqüela de 2001: A Space Odyssey, amb un Kaypro II equipat amb mòdem.

### Especificacions tècniques
| Parts          | Especificacions                                                               | Especificacions |
| -------------- | ----------------------------------------------------------------------------- | --------------- |
| UCP            | Zilog Z80 a 2,5 MHz                                                           |                 |
| RAM            | 64 KiB (màx.)                                                                 |                 |
| VRAM           | 2 KiB                                                                         |                 |
| ROM            | 2 KiB                                                                         |                 |
| Teclat         | mecànic, 78 tecles                                                            |                 |
| Monitor        | monitor monocrom endollat (9"); mode text: 80 x 24 caràcters; cap mode gràfic |                 |
| So             | altaveu endollat                                                              |                 |
| Ports          | 1 port paral·lel, 1 port sèrie                                                |                 |
| Emmagatzematge | 2 disqueteres (5,25", 190 KiB)                                                |                 |